# Бег на 3000 метров
Бег на 3000 метров — средняя дистанция в лёгкой атлетике, в которой спортсмен пробегает 7,5 кругов по 400 м на открытом стадионе.

## История
У мужчин 3000 м никогда не была олимпийской дистанцией. На чемпионатах мира по легкой атлетике она также не проводилась. Иногда она проводится на соревнованиях европейского уровня, но не так часто, как бег на 5000 метров и 3000 м с препятствиями. У женщин данная дистанция была частью олимпийской программы в 1984, 1988 и 1992 годах. На чемпионатах мира дистанция 3000 метров проводилась в 1983, 1987, 1991 и 1993 годах, затем была отменена.
Нормативы для получения спортивных званий в беге на 3000 м по версии Всероссийской федерации лёгкой атлетики, в минутах, для мужчин:
| МСМК   | МС     | КМС    | I      | II     | III     | Iю      | IIю     | IIIю    |
| ------ | ------ | ------ | ------ | ------ | ------- | ------- | ------- | ------- |
| 7.52,0 | 8.05,0 | 8.30,0 | 9.00,0 | 9.40,0 | 10.20,0 | 11.00,0 | 12.00,0 | 13.20,0 |

Дистанция в 3000 м (или 2 мили, что приблизительно равно 3200 м) широко применяется в общефизической подготовке мужчин. Физически развитый мужчина 16—25 лет с минимальной тренировкой способен пробежать 3 км за 13 минут. Девушки обычно бегают на меньшие расстояния — 1,5 или 2 км.

## Рекорды
в стадии утверждения
|         | Рекорд               | Результат | Спортсмен(-ка)    | Место     | Дата             | Видео |
| ------- | -------------------- | --------- | ----------------- | --------- | ---------------- | ----- |
| Мужчины | Мира                 | 7.20,67   | Даниэль Комен     | Риети     | 1 сентября 1996  |       |
| Мужчины | Мира                 | 7.17,55   | Якоб Ингебригтсен | Хожув     | 25 августа 2024  |       |
| Мужчины | Мира (в помещении)   | 7.23,81   | Ламеха Гирма      | Льевен    | 15 февраля 2023  |       |
| Мужчины | Европы               | 7.23,63   | Якоб Ингебригтсен | Юджин     | 17 сентября 2023 | ·     |
| Мужчины | Европы               | 7.17,55   | Якоб Ингебригтсен | Хожув     | 25 августа 2024  |       |
| Мужчины | Европы (в помещении) | 7.30,82   | Адель Мешааль     | Нью-Йорк  | 6 февраля 2022   |       |
|         |                      |           |                   |           |                  |       |
| Женщины | Мира                 | 8.06,11   | Ван Цзюнься       | Пекин     | 13 сентября 1993 |       |
| Женщины | Мира (в помещении)   | 8.16,60   | Гензебе Дибаба    | Стокгольм | 6 февраля 2014   |       |
| Женщины | Азии                 | 8.06,11   | Ван Цзюнься       | Пекин     | 13 сентября 1993 |       |
| Женщины | Европы               | 8.18,49   | Сифан Хассан      | Стэнфорд  | 30 июня 2019     |       |
| Женщины | Европы (в помещении) | 8.26,41   | Лора Мьюр         | Карлсруэ  | 4 февраля 2017   |       |